# Hieracium nigrescenticeps
Hieracium nigrescenticeps es una especie de planta con flor del género Hieracium, de la familia Asteraceae, orden Asterales.

## Distribución
Hieracium nigrescenticeps se distribuye por Islandia y Noruega.

## Taxonomía
Fue descrita científicamente por Omang.